# Айканян, Арташес
Арташес Аведис Айканян (Артур Айканян, англ. Ardashes Aykanian, англ. Arthur Aykanian; 1 июля 1923, Уитинсвилл, Массачусетс, США — 10 сентября 2016, США) — американский инженер и изобретатель. Создал современную пластиковую соломенную гибкую трубку, патент US4216801A (Flexible tube), зарегистрированный в 1980 году (но трубка производилась с 1967 года), отличительной особенностью которой было сгибание без существенного упругого возврата. До изобретения Айканяна, существовали бумажные соломинки и имеющие другие формы.  
Трубка, изобретённая Айканяном, до сих пор не претерпела существенных изменений. Она состоит из гибкой зоны, содержащей ряд кольцевых канавок, имеющих кольцевое дно, от которого сходятся две противоположные стороны канавок. 
Айканян также имеет патенты на ряд других изобретений: соломенная ложка (1968), способ изготовления ламинированных пенопластовых конструкций, способ ламинирования бумаги и текстильных материалов в формы из вспененного термопластичного полимера, аппарат для вспенивания изделий из пластмасс и другие, число которых составляет более 40. 
Его соломенная ложка (Spoon Straw, 1968) представлена в Нью-Йоркском музее современного искусства. Айканян также разработал специальный инструмент для криохирургического лечения рака кожи. 
Известна также соломинка Джозефа Фридмана, созданная в середине 1930-х, также имеющая гофрированный участок, но сделанная из бумаги. 

## Биография

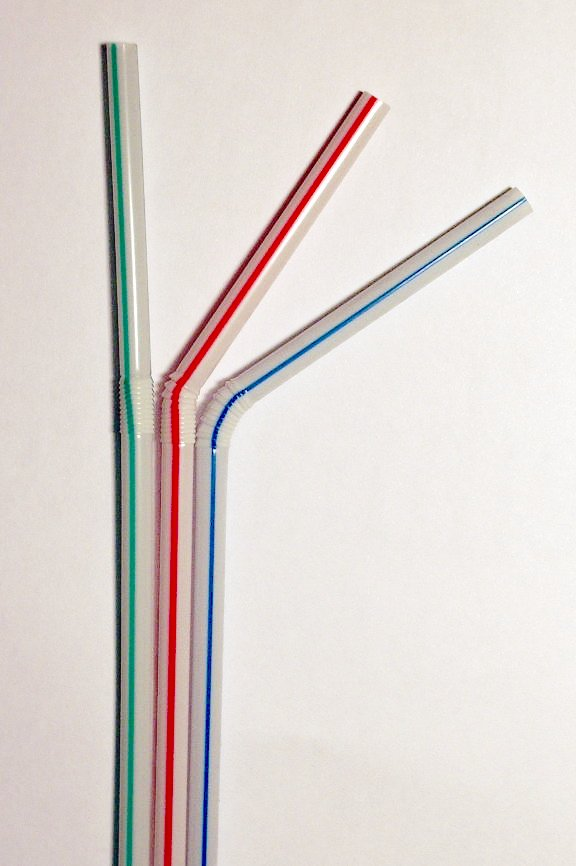
Гофрированная соломенная трубка

Родился в Уитинсвилле, Массачусетс в 1923 году в семье переживших геноцид армян Аведиса Айканяна и Гадар Мангасарян, которые были родом из Севастии, Османская империя.
Арташес и его семья провели свои ранние годы в Уитинсвилле, посещая там гимназию и проводя время со своим дядей Крикором, который взял его под своё крыло и научил ремеслу по ремонту обуви. Именно в мастерской своего дяди Арташес получил одну из своих первых работ, где развилось его любопытство к созданию и изготовлению инструментов и машин.
Отец Арташеса — Аведис, формовщик, работавший на Whitin Machine Works, умер в 1935 году после продолжительной болезни, когда Ардашесу было 12 лет. После смерти Аведиса семья переехала в деревню Индийский сад в Спрингфилде, штат Массачусетс. Там его мать вышла замуж за Ншана Танеляна. Семья Айканян-Танелян сыграла важную роль в создании армянской общины  Индийского сада в Спрингфилде.  
Арташес Айканян окончил среднюю техническую школу в Спрингфилде в 1941 году. Во время учёбы в средней школе он работал в «Perkins Machine and Gear», а затем, после окончания обучения, продолжил работать слесарем. 
В 1944 году Айканян был призван в армию и выбрал авиакорпус ВМФ США. В 1944—1946 годах он служил авиационным машинистом ВМФ, проходя стажировку в Нью-Йорке, Оклахоме и Северной Каролине. Позже он был размещен в Куонсет-Пойнт, Род-Айленд, для службы в подразделении обслуживания авианосцев. Именно его работа на военно-морском флоте и любовь к самолётам побудили его получить лицензию частного пилота в начале 1980-х годов.
После военной службы, Айканян учился и получил степень бакалавра машиностроения в Массачусетском университете в Амхерсте в 1950 году и степень магистра машиностроения в Массачусетском технологическом институте (MIT) в 1951 году. Во время учебы в MIT его наняли для проведения исследований в области урана в Национальной лаборатории Ок-Ридж, Теннесси.
На протяжении своих 58 лет в Спрингфилде, Айканян был членом различных организаций, в том числе Армянской революционной федерации и других, а также был руководителем церковного хора.
Начиная с 1951 года, Айканян начал работать в Monsanto Chemical Corporation инженером-исследователем. В компании Monsanto он отвечал за разработку процесса производства пеноматериалов. Матрица, используемая в процессе изготовления пеноматериалов, до сих пор называется матрицей Айканяна. За время своего пребывания там, он зарегистрировал несколько патентов.
В 1967 году он стал соучредителем корпорации Flexible Plastic Straw Corporation в Ладлоу, штат Массачусетс, после того как спроектировал и построил оборудование для производства первой гибкой пластиковой соломинки. В 1968 году он также изобрёл ложку, которая сейчас является частью коллекции Музея современного искусства в Нью-Йорке. 
Айканян также имел патент и товарный знак США на свою гибкую пластиковую соломку Stay-bent. В 1975 году он получил премию Ассоциации выпускников инженерных специальностей Массачусетского университета, где его называли «инженером инженеров».
Переехав в Калифорнию в 1981 году, Айканян продолжил свою работу в качестве инженера, в частности, консультируя различные компании. Он также продолжил своё участие в местной армянской общине в качестве члена церкви, АРФД, Армянского образовательного фонда, Армянского фестиваля округа Ориндж и других организаций.
В 1990 году он начал работать консультантом Western Waste Industries над разработкой новых конструкций для их грузовиков и компакторных систем. 
С 2006 года, Айканян работал главным инженером компании Bio-Energy на Гавайях. Вместе со своим зятем он разрабатывал крупномасштабный процесс преобразования отходов в энергию с использованием водорослей в качестве биотоплива. 
Арташес Айканян автор более 40 патентов. Он гордился тем, что был президентом Армянского образовательного фонда, когда в 1986 году была открыта кафедра современной армянской истории в Калифорнийском университете Лос-Анджелеса (позже кафедра Ричарда Ованисяна).